# 미유 (고구려)
미유(彌儒, ?~?)는 고구려의 관리이다.

## 생애
관나부 출신이자, 우태(于台)의 관등을 지닌 인물로 132년, 왜산(倭山)으로 왕제 수성(遂成)이 사냥을 갈 때 어지류(菸支留), 양신(陽神)과 함께 태조대왕이 너무 늙었다며 수성에게 왕위를 권했다. 이 때 수성이 현 국왕에게는 적자가 이미 있으니 자신이 왕위를 잇는 것은 도리가 아니라며 거절했으나, 그는 현명한 동생이 형의 뒤를 이어 왕위를 잇는 경우는 옛날에도 있었다며 수성을 설득했다.
이후 수성이 왕위에 오르자 관나부패자였던 그는 147년에  좌보(左輔)로 임명되었다.